# Wolfgang Brinckmann
Wolfgang Sebastiano Brinckmann (* 8. Mai 1871 in Hamburg; † 10. Februar 1930 in Hamburg) war ein deutscher Rechtsanwalt und Hamburger Politiker der Deutschen Demokratischen Partei (DDP).

## Leben
Wolfgang Brinckmann war ein Sohn des Direktors am Museum für Kunst und Gewerbe Justus Brinckmann aus dessen erster Ehe mit Ida Laura Anna Marie, geb. von Froschauer (1841–1872). Maria Brinckmann war seine ältere Schwester, Carlotta Brinckmann und Albert Brinckmann seine Halbgeschwister aus der zweiten Ehe von Justus Brinckmann. 
Wolfgang Brinckmann besuchte das Wilhelm-Gymnasium in Hamburg, wo er zu Ostern 1890 das Reifezeugnis erhielt. Anschließend studierte Jura in Leipzig, München und Göttingen. 1893 bestand er die erste juristische Prüfung in Celle. Es folgte im selben Jahr die Promotion an der Universität Göttingen zu dem Thema der Haftung bei irrtümlichen Pfändungen. Die zweite juristische Prüfung legte er 1897 am Hanseatischen Oberlandesgericht ab. 
Er ließ sich mit seinem Jugendfreund Carl Braband in Hamburg als Rechtsanwalt nieder. Am 5. November 1904 heiratete er in Hamburg Martha Hulda Mathilde Fritz (1876–1951). Während des Ersten Weltkrieges diente er 1916/1917 für zwei Jahre als Soldat an der Westfront in Frankreich. Für seinen Einsatz im Krieg wurde er mit dem Hanseatenkreuz ausgezeichnet.
Brinckmann war von 1919 bis 1927 und von 1928 bis 1930 für die DDP in der Hamburgischen Bürgerschaft. Neben seiner Tätigkeit als Anwalt und den politischen Ämtern war er lange als Schulpfleger und als Schriftführer der Emilie-Wüstenfeld-Schule tätig. Über zehn Jahre war er außerdem Vorstandsmitglied des Verbandes der Ortskrankenkassen in Hamburg und Mitglied der unteren Verwaltungsbehörde für Alters- und Invalidenversicherung.

## Werke
- Das Cuxhavener Lotswesen. Denkschrift im Auftrage der Cuxhavener Lotsenschaft. Fremdenblatt-Druckerei, Hamburg 1911.
- Die Haftung des Pfändungspfandgläubigers bei irrtümlicher Pfändung einer fremden Sache. Kästner-Verlag, Göttingen 1894. Zugleich Dissertation an der Universität Göttingen.